# Detlev Kayser
Detlev Kayser (Dresden, 1931) é um bioquímico alemão.
Kayser estudou química de 1951 a 1958 em Berlim e obteve um doutorado, orientado por Otto Heinrich Warburg, sendo depois seu assistente até 1966 no Max-Planck-Institut für Zellphysiologie em Dahlem (Berlim). Com Warburg estudou dentre outros o efeito de raios-X no metabolismo e crescimento de bactérias do ácido láctico e realizou no final da década de 1950 experimentos que mostraram a influência da respiração na fotossíntese. Em meados da década de 1960, como colaborador de Warburg, mostrou que as células cancerígenas preferem o ambiente anaeróbico. De 1977 a 1982 ele esteve na Agência Federal do Meio Ambiente em Berlim e foi depois professor e diretor do Departamento Federal de Saúde Pública e Medicina Veterinária (Bundesinstitut für gesundheitlichen Verbraucherschutz und Veterinärmedizin - BgVV) em Berlim.
Recebeu o Prêmio Paul Ehrlich e Ludwig Darmstaedter de 1963.

## Obras
- com Eva Schlede (Editores) Chemikalien und Kontaktallergie: eine bewertende Zusammenstellung, Urban und Vogel, Munique 2001
- Editor: Kurzzeittests zum Nachweis von Kanzerogenen, Munique, Medizin Verlag, 1986
- com Ullrich Schlottmann Gute Laborpraxis, 3.ª Edição, Hamburgo, Behr 1997 (Loseblattsammlung)
- Editor Planung toxikologischer Prüfungen zur Bewertung von Chemikalien im Rahmen des Chemikaliengesetzes, Munique, Medizin Verlag 1995
- com Eckard Rehbinder, Helmut Klein Chemikaliengesetz: Kommentar und Rechtsvorschriften zum Chemikalienrecht, Heidelberg 1985